# Liste der Monuments historiques in Croix-Chapeau
Die Liste der Monuments historiques in Croix-Chapeau führt die Monuments historiques in der französischen Gemeinde Croix-Chapeau auf.

## Liste der Objekte
Zum Verständnis siehe: Kirchenausstattung
| Bezeichnung | Beschreibung                               | Standort                                         | Kennzeichnung | Schutzstatus | Datum | Bild |
| ----------- | ------------------------------------------ | ------------------------------------------------ | ------------- | ------------ | ----- | ---- |
| Statuette   | am Tabernakel des Hauptaltars              | in der Kirche Notre-Dame-de-l’Annociation (Lage) | PM17001807    | Inscrit      | 1997  |      |
| Tisch       | Holz, erste Hälfte des 18. Jahrhunderts    | in der Kirche Notre-Dame-de-l’Annociation (Lage) | PM17001970    | Inscrit      | 2003  |      |
| Kanzel      | Holz, 19. Jahrhundert                      | in der Kirche Notre-Dame-de-l’Annociation (Lage) | PM17001002    | Inscrit      | 1978  |      |
| Epitaph     | Epitaph für Gabriel Poupelain, Stein, 1738 | in der Kirche Notre-Dame-de-l’Annociation (Lage) | PM17000099    | Classé       | 1981  |      |